# Pembroke Hall Branch
Pembroke Hall Branch är ett vattendrag i Belize.   Det ligger i distriktet Corozal, i den norra delen av landet, 130 km norr om huvudstaden Belmopan. Pembroke Hall Branch ligger vid sjön Four Mile Lagoon.
I omgivningarna runt Pembroke Hall Branch växer i huvudsak städsegrön lövskog. Runt Pembroke Hall Branch är det glesbefolkat, med 18 invånare per kvadratkilometer.